# 谷津嘉章
谷津嘉章（日语：／ Yatsu Yoshiaki，1956年7月19日—），日本男子摔跤运动员。他曾代表日本参加1978年亚洲运动会摔跤比赛，获得一枚金牌。他也曾参加1976年夏季奥林匹克运动会。
高中畢業於角力名校足利工業大學附屬高等學校，為三澤光晴、川田利明的學長，1980年加入新日本職業摔角。
1984年，長州力的「日本職業摔角」(ジャパンプロレス)軍團脫離新日本前往全日本職業摔角參戰，被拔擢為長州的搭檔，並且曾經擊敗全日本巨無霸鶴田、天龍源一郎的「鶴龍組」獲得國際雙打冠軍。
1987年，「日本職業摔角」分裂後，選擇繼續參戰全日本並成為全日本所屬選手，與巨無霸鶴田組成「奧運組合」，且成為初代世界雙打冠軍。
1990年4月26日，天龍源一郎退出全日本加入SWS後，因選手契約問題而延後加入。SWS崩壞後，成立SPWF職業摔角。
2002年，長州力成立WJ職業摔角後，成為創團元老之一。但由於對WJ的經營方式低迷的人氣感到懷疑，2003年即退出回歸SPWF。
2009年7月4日，出席學弟三澤光晴的告別會。
2010年11月30日，宣布引退，SPWF團體解散。
2015年9月27日，再度復出，至今仍為現役選手。
2019年6月25日，因糖尿病造成右腳膝蓋以下必須截肢，自此成為義肢選手。
2020年3月25日，開設YouTube個人頻道『谷津嘉章・最終章「義足の青春」』。
2021年3月28日，參加由多個團體共同舉辦的CyberFight Festival大會，於Royal Rumble賽事出場，是裝上義肢後首度出賽。
2021年7月4日，和大和弘嗣、彰人、中村圭吾搭檔獲得KO-D8人雙打王座(KO-D8人タッグ王座，現改為10人)，相隔28年後再度取得冠軍頭銜。